# 딘 존스

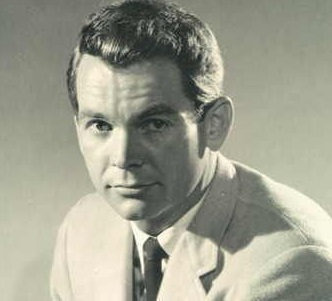

딘 존스(Dean Jones, 1931년 1월 25일 ~ 2015년 9월 1일)는 미국의 배우, 성우, 가수이다.
디케이터에서 태어났으며 로스앤젤레스에서 사망하였다. 사인은 파킨슨병이다.

## 출연 작품

### 영화
- 차와 동정 (1956)
- 상처 뿐인 영광 (1956)
- 1만개의 침실들 (1957)
- 제일하우스 록 (1957)
- 네버 소 퓨 (1959)
- Under the Yum Yum Tree (1963)
- Two on a Guillotine (1965)
- 명탐정 디씨 (1965)
- 어글리 닥스훈트 (1966, The Ugly Dachshund)
- Any Wednesday (1966)
- 검은수염의 유령 (1968) - 스티브 워커 역
- The Horse in the Gray Flannel Suit (1968)
- 러브 버그 (1969)
- 백만달러의 오리 (1971, The Million Dollar Duck)
- 설원 특급 (1972, Snowball Express)
- 불청객 소동 (1973, Guess Who's Sleeping in My Bed?)
- 섀기 D.A. (1976, The Shaggy D.A.)
- 허비 - 몬테카를로에 가다 (1977)
- 폭우 속의 참사 (1989, Fire and Rain)
- 타인의 돈 (1991)
- Saved by the Bell: Hawaiian Style (1992)
- 베토벤 (1992)
- 긴급 명령 (1994) - 무어 판사 역
- 러브 버그 (1997, The Love Bug)
- 명탐정 디씨 (1997, That Darn Cat) - 플린트 씨 역
- 배트맨과 미스터 프리즈 (1998)

### 텔레비전
- 허비 (1982, Herbie, the Love Bug)
- 사랑의 유람선 (1984)